# Oxyfidonia insolita
Oxyfidonia insolita là một loài bướm đêm trong họ Geometridae.